# Црква Свете преподобне мати Параскеве у Јарешнику
Црква Свете преподобне мати Параскеве у Јарешнику, насељеном месту на територији општине Босилеград, православни је храм који припада Епархији врањској Српске православне цркве.
Црква посвећена Светој преподобној мати Параскеви подигнута је 1895. године, а освећена 1898. године. Посебност овог села и цркве јесте надморска висина од 1.250 метара, на којој се налази црква, у подножју планинског врха Црноок (1.881 метара), где расте ендемска врста црног бора, јединствена на простору југоисточне Европе. У току 2019. године, на територији општине Босилеград, на обронцима планине Црноок, Влада Републике Србије прогласила је Строги природни резерват Јарешник.
У централном делу овог резервата природе налази се црква. У цркви и припрати постоји зидно сликарство из периода изградње цркве. На иконостасу се налази 47 икона из истог периода.
Зуб времена и небрига довели су до озбиљних оштећења цркве, па је реновирана у периоду од 2000. до 2007. године.